# Royal Hold'em
Le Royal Hold'em est une variante de poker.
Les règles sont les mêmes qu'au Texas Hold'em sauf qu'au lieu d'utiliser 52 cartes, on n'en utilise que 20 : celles du 10 à l'as. On peut y jouer de 2 à 6 personnes. Ce jeu est principalement joué en limit.